# Râul Agriș, Moravița
Râul Agriș este un afluent al râului Moravița. 